# Jarl Borssén
Jarl Anders Lennart Borssén, född 14 mars 1937 i Berghems socken i dåvarande Älvsborgs län, död 21 december 2012 i Munka-Ljungby, var en svensk skådespelare och komiker.

## Biografi
Jarl Borssén var son till Arne Borssén och Elsa, ogift Blomqvist. Borssén fick sitt första professionella engagemang i Kar de Mumma-revyn på Folkan i Stockholm 1966. Därefter medverkande han i TV-serien Partaj 1969. I den erotiska filmen Kyrkoherden från 1969 spelade Borssén huvudrollen. I Pippi Långstrump på de sju haven 1970 spelade han sjörövaren Blod-Svente. Han kom till Hagge Geigerts revy i Göteborg 1976 och spelade där fram till 1979. Riktigt folkkär blev Borssén genom TV-programmet Gäster med gester, som sändes i flera omgångar från 1982.
Efter några hektiska år i början av 1980-talet med flera långkörare på Vasateatern i Stockholm lämnade Borssén teaterscenen och ägnade sig i stället åt föreläsningar i ämnen som försäljning och relationsteknik. Han gjorde scencomeback lagom till millennieskiftet då han spelade nyårsrevy i Borås. Med jämna mellanrum dök han upp som gästartist i vännen Curt Petersons revyer i samma stad.
Som historieberättare framträdde han i TV-program som Pratmakarna och Har du hört den förut? Han hade en seriös roll i Carin Mannheimers serie Svenska hjärtan.
Borssén hade framgångar i Arlövsrevyn 2003–2005 och spelade mot bland andra Siw Malmkvist, Hasse "Kvinnaböske" Andersson, Monica Forsberg och Kent Nilsson.
Jarl Borssén hade ett återhållet kroppsspråk och använde sig av nedtonad mimik. Hans torroliga spelstil var inspirerad av främst Alec Guinness' och Jacques Tatis understatement-humor.
Han avled på sjukhus efter en tids hjärt– och lungproblem.

## Familj och privatliv
Jarl Borssén gifte sig 1975 med Birgitta Andersson (född 1949). Borssén var en tid bosatt i Danderyd innan han på 1970-talet flyttade till Munka-Ljungby där han var bosatt fram till sin död. Han var far till kocken Jonas Borssén (född 1961) och till Oscar Borssén (född 1980)

## Filmografi i urval
- 1968 – Fanny Hill
- 1968 – Jag älskar, du älskar
- 1969 – Kyrkoherden – kyrkoherde
- 1969 – Pippi Långstrump (TV-serie) – järnhandelsbiträde
- 1969 – Partaj (SR)
- 1970 – Som hon bäddar får han ligga – rörmokaren
- 1970 – Pippi Långstrump på de sju haven – sjökapten Blod-Svente
- 1972–1974 – Herrarna i hagen (TV-serie)
- 1973 – Håll alla dörrar öppna – busschaufför
- 1974 – De tre från Haparanda (TV-serie)
- 1977 – 91:an och generalernas fnatt
- 1979 – Katitzi (TV-serie)
- 1980 – Vitsuellt (TV-serie)
- 1980 – Sverige åt svenskarna – den närsynte
- 1982 – Jönssonligan & Dynamit-Harry – nattvakt
- 1982 – Gäster med gester (TV-serie)
- 1982 – Zoombie (TV-serie)
- 1983 – Vid din sida (TV-serie)
- 1985 – Hålet
- 1985 – Examen (TV-film)
- 1986 – Kulla-Gulla (TV-serie) – Dal-Pelle
- 1986 – Jönssonligan dyker upp igen – kinesisk hovmästare
- 1995–1998 – Svenska hjärtan (TV-serie)
- 1988 – Enkel resa
- 2002 – Jobba hem, jobba hem!

## Teater

### Roller (ej komplett)
| År   | Roll            | Produktion                                                                  | Regi                | Teater              |
| ---- | --------------- | --------------------------------------------------------------------------- | ------------------- | ------------------- |
| 1968 | Medverkande     | Kar de Mummas nyårsrevy, revy Kar de Mumma                                  | Hasse Ekman         | Folkan              |
| 1972 | Henry Baxter    | Skulle det dyka upp fler lik är det bara å ringa (Busybody) Jack Popplewell | Stig Ossian Ericson | Riksteatern         |
| 1977 | Medverkande     | Hagges revy                                                                 |                     | Berns salonger      |
| 1977 | Ludvig Fricadel | Fantastiska pappa Eugène Labiche                                            | Hans Bergström      | Fredriksdalsteatern |
| 1981 | Vimlund         | Spanska flugan Franz Arnold och Ernst Bach                                  | Per Gerhard         | Vasateatern         |
| 1984 | Boklund         | Gamle Adam Franz Arnold och Ernst Bach                                      | Per Gerhard         | Vasateatern         |
| 1986 |                 | Leva loppan Georges Feydeau                                                 | Pierre Fränckel     | Vasateatern         |
| 1997 | Kommissarien    | Prosit! Kommissarien Jack Popplewell                                        | Jan Hertz           | Palladium           |